# Ola John
Ola John (* 19. Mai 1992 in Zwedru, Liberia) ist ein niederländischer Fußballspieler.
Seine beiden Brüder Collins und Paddy sind ebenfalls Fußballspieler.

## Herkunft
Im Alter von zwei Jahren floh John mit seiner Mutter und seinen beiden Brüdern aus Liberia in die Niederlande. Sein Vater verlor während des Liberianischen Bürgerkriegs sein Leben.

## Karriere

### Vereine

#### FC Twente
Von 1998 bis 2002 noch für DES Nijverdal aktiv, gelangte John, wie seine beiden Brüder, in die Jugendakademie des FC Twente. Zur Saison 2010/11 rückte John in den Profikader auf und absolvierte sein erstes Ligaspiel am 20. November 2010 (15. Spieltag) bei der 1:2-Niederlage im Heimspiel gegen den AZ Alkmaar. Sein erstes Tor erzielte er am 13. März 2011 (27. Spieltag) beim 2:1-Sieg im Heimspiel gegen den VVV-Venlo mit dem Siegtreffer in der 83. Minute. In seiner Premierensaison absolvierte er 13 Ligaspiele und erzielte ein Tor. Zudem gewann er mit dem FC Twente den KNVB-Pokal, den niederländischen  Vereinspokal.
In der Saison 2011/12 entwickelte sich John durch seine guten Leistungen zum Stammspieler in Enschede. In dieser Saison steigerte er seine Leistungen und erzielte am 4. Dezember 2011 (15. Spieltag), beim 6:2-Sieg im Auswärtsspiel gegen den FC Utrecht seinen ersten Zweifachtorerfolg. In seiner zweiten Saison absolvierte John 33 von 34 Ligaspielen und erzielte acht Tore. Zudem gewann der mit dem FC Twente die Johan Cruijff Schaal, den niederländischen Supercup.

#### Benfica Lissabon
Zur Saison 2012/13 wechselte John zum portugiesischen Erstligisten Benfica Lissabon, bei dem er einen bis zum 30. Juni 2017 laufenden Vertrag unterzeichnete. Mit seinem Team erreichte er das Finale der Europa League, musste sich aber im Finale dem FC Chelsea geschlagen geben. Beim Finale der Taça da Liga am 29. Mai 2015 schoss John das Siegtor zum 2:1-Endstand gegen Marítimo Funchal.

#### Hamburger SV (Leihe)
Nachdem John in seiner zweiten Saison bei Benfica wettbewerbsübergreifend nur zu acht Einsätzen gekommen war, wurde er im Januar 2014 bis zum Ende der Saison 2013/14 an den Bundesligisten Hamburger SV ausgeliehen. Am 26. Januar 2014 (18. Spieltag) debütierte er in der Bundesliga bei der 0:3-Niederlage im Heimspiel gegen den FC Schalke 04, als er in der 24. Minute für Pierre-Michel Lasogga eingewechselt wurde. Er bestritt für den HSV acht Bundesliga-Spiele, die allesamt verloren wurden. Nach der Saison kehrte John, der beim HSV nicht überzeugen konnte, nach Lissabon zurück.

#### FC Reading (Leihe)
Am letzten Tag der Sommertransferperiode wechselte John auf Leihbasis zum englischen Zweitligisten FC Reading.

#### Deportivo La Coruña (Leihe)
Im Januar 2017 wurde John für ein halbes Jahr zu Deportivo La Coruña ausgeliehen.

#### Vitória Guimarães
2018 wechselte John von Benfica zu Vitória Guimarães. Hier stand er bis Anfang Oktober 2020 unter Vertrag. Für den Erstligisten aus Guimarães bestritt er 42 Ligaspiele.

#### RKC Waalwijk
Am 6. Oktober 2020 unterschrieb er einen Vertrag beim niederländischen Erstligisten RKC Waalwijk. Für den Verein aus Waalwijk bestritt er bis Saisonende 23 Ligaspiele.

#### Saudi-Arabien
Im Juli 2021 zog es ihn nach Saudi-Arabien, wo er einen Vertrag beim Erstligisten al-Hazem unterschrieb. Am Ende der Saison, in der 24 Erstligaspiele bestritt, musste er in die zweite Liga absteigen. Am Ende der Saison 2022/23 feierte er mit dem Verein die Vizemeisterschaft und den Aufstieg in die erste Liga. Nach dem Aufstieg verließ der den Verein und schloss sich im Juli 2023 dem Zweitligisten Al-Arabi SC an.

### Nationalmannschaft
Nachdem John bereits für die Niederländische U17- und U19-Nationalmannschaft zum Einsatz gekommen war, debütierte er am 6. Februar 2013 in der A-Nationalmannschaft, die in Amsterdam 1:1 im Test-Länderspiel gegen die Auswahlmannschaft Italiens spielte. Im selben Spieljahr nahm er mit der U21-Nationalmannschaft auch an der Europameisterschafts-Endrunde in Israel teil. In seinen drei Turnierspielen erzielte er beim 5:1-Sieg im Gruppenspiel gegen Russland mit dem Treffer zum 3:1 in der 69. Minute sein erstes Länderspieltor.

## Erfolge
FC Twente:
- Niederländischer Pokalsieger: 2011
- Niederländischer Superpokalsieger: 2011

Benfica Lissabon
- Finalist in der Europa League: 2013
- Portugiesischer Ligapokalsieger: 2015